# Radu Niculescu
Radu Horia Niculescu (* 2. März 1975 in Sibiu) ist ein ehemaliger rumänischer Fußballspieler. Er bestritt insgesamt 231 Spiele in der rumänischen Divizia A und der türkischen Süper Lig. Als Nationalspieler nahm er an der Fußball-Weltmeisterschaft 1998 teil.

## Karriere

### Verein
Die Karriere von Niculescu begann im Alter von 16 Jahren beim FC Inter Sibiu in seiner Heimatstadt. Am 16. Juni 1991 kam er zu seinem ersten Einsatz in der ersten rumänischen Liga, der Divizia A. Zunächst kam er nur auf wenige Einsätze. Erst in der Saison 1992/93 konnte er sich einen festen Platz im Team erspielen. Mit Inter konnte er sich stets im Mittelfeld platzieren. Im August 1994 verließ er seine Heimatstadt und wechselte zu Dinamo Bukarest. Dort konnte er sich nicht durchsetzten und ging bereits in der Winterpause zum FC Universitatea Craiova. Mit seinem neuen Klub konnte er die Spielzeit 1994/95 als Vizemeister hinter Steaua Bukarest abschließen.
Im Sommer 1995 verpflichtete der FC Național Bukarest Niculescu. Dort nahm seine Karriere an Fahrt auf. Mit dem FC Național konnte er sowohl die Saison 1995/96 als auch 1996/97 als Vizemeister abschließen und zwölf bzw. dreizehn Tore erzielen. In den folgenden Jahren konnte er an diese Leistungen nicht mehr anknüpfen und seine Torgefährlichkeit bestätigen. In der Rückrunde 1998/99 wurde er an den Lokalrivalen Rapid Bukarest ausgeliehen, mit dem er die rumänische Meisterschaft gewinnen konnte. Zurück bei Național spielte er mit dem Klub lediglich im Mittelfeld der Liga. In der Rückrunde 2000/01 verhalf ihm abermals ein Ausleihgeschäft zum Titelgewinn, diesmal mit Steaua Bukarest.
Im Januar 2002 verließ Niculescu Rumänien und heuerte bei Galatasaray Istanbul an. Er kam in der Rückrunde zwar nur unregelmäßig zum Einsatz, gewann aber dennoch seine dritte Meisterschaft. Anschließend wurde er zum Ligakonkurrenten MKE Ankaragücü transferiert. Nach einem Jahr kehrte er nach Rumänien zurück und spielte zunächst für Steaua und ab Januar 2004 für Rapid Bukarest. Bei beiden Stationen kam er nur selten zum Zuge. Nach einem weiteren halben Jahr bei chinesischen Klub Chongqing Lifan, mit dem er die Saison nur auf dem letzten Platz beenden konnte, beendete er seine Karriere.

### Nationalmannschaft
Niculescu bestritt 15 Spiele für die rumänische Nationalmannschaft. Er debütierte am 13. Februar 1994 in einem Freundschaftsspiel gegen die Vereinigten Staaten. In den folgenden Spielen kam er ebenfalls zum Einsatz, wurde von Nationaltrainer Anghel Iordănescu jedoch nicht für die Fußball-Weltmeisterschaft 1994 in den USA berücksichtigt. Nachdem er in zwei Freundschaftsspielen im Februar 1995 berücksichtigt worden war, dauerte es drei Jahre bis zu seiner nächsten Berufung. Am 18. März 1998 spielte er im Freundschaftsspiel gegen Israel eine Halbzeit lang. Auch diesmal kam er in den meisten Vorbereitungsspielen zur Weltmeisterschaft 1998 eingesetzt. Im Gegensatz zu vier Jahren zuvor berief Iordănescu Niculescu in sein Aufgebot für das Turnier in Frankreich. Im ersten Gruppenspiel gegen Kolumbien wurde er kurz vor Schluss für Viorel Moldovan eingewechselt. Auch im Achtelfinale gegen Kroatien wurde Niculescu eine halbe Stunde vor Schluss auf das Feld geschickt, konnte das Aus seines Teams jedoch nicht mehr verhindern.
Nach der Weltmeisterschaft wurde er vom neuen Nationaltrainer Victor Pițurcă nicht mehr berücksichtigt. Erst als Emerich Jenei Anfang 2000 das Ruder übernahm, bekam Niculescu eine neue Chance. Jenei berief ihn in sein Aufgebot für ein Turnier auf Zypern im Februar 2000. Dort kam er im abschließenden Spiel gegen den Gastgeber zu seinem letzten Einsatz.

## Erfolge
- WM-Teilnehmer: 1998
- Rumänischer Meister: 1999, 2001
- Türkischer Meister: 2002